# Татран (издателство)
Вижте пояснителната страница за други значения на Татран.
„Татран“ (на словашки: Tatran) е словашко издателство, основано през есента на 1947 г. (по случай на годишнината – сто години от представянето на Людовит Щур в унгарския парламент). На 1 януари 1953 г. издателство „Татран“ е преименувано на „Словашко издателство за красива литература“. На 1 ноември 1965 г. издателството се връща към първоначалното си име.

## Издания, издателски поредици и тематика
- Избрано
- Лък
- Библиотека „Хвиедослав“
- Младежка литература
- Златна порта
- Световни класици
- Световна класика
- Извори
- Метеор
- Памир
- Словашка творба
- Цветя
- Поезия
- Златна порта
- Пантеон
- Съдбите на известните
- Корени
- Спомени и документи
- Народно изкуство в Словакия
- Прозорец